# Kolejarz

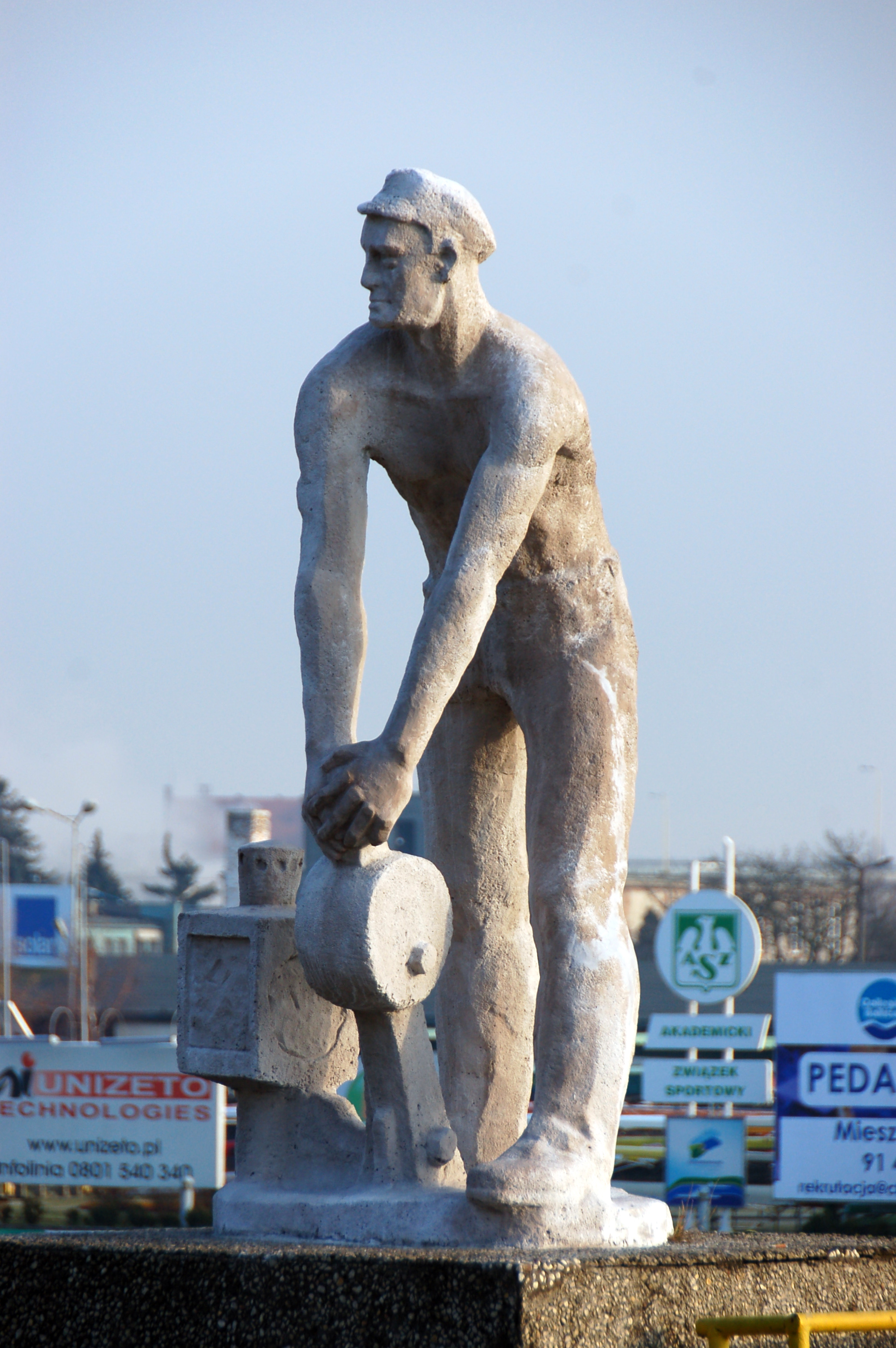
Pomnik Kolejarza w Szczecinie

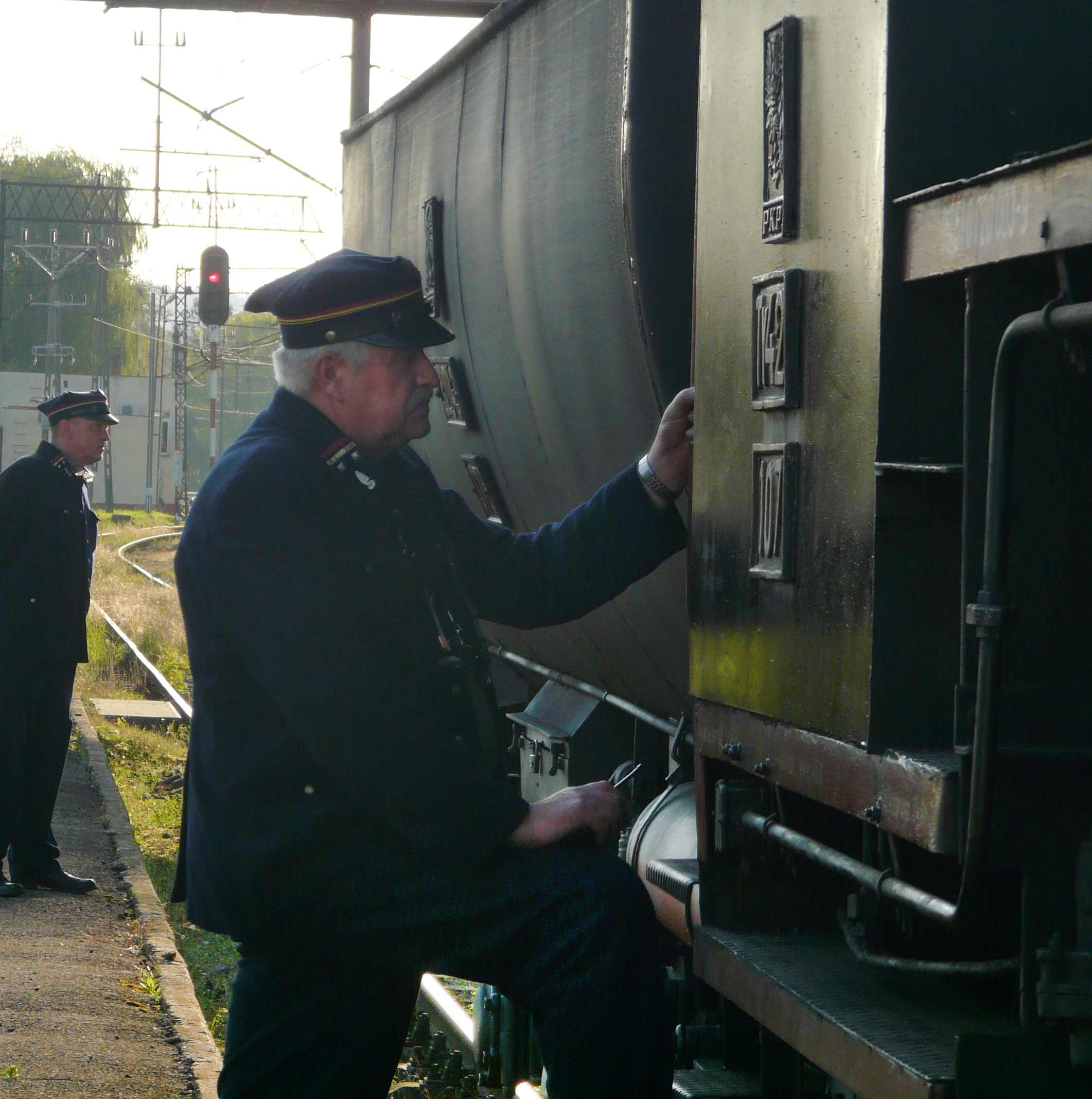
Kolejarz Polskich Kolei Państwowych przy lokomotywie parowej Ty42

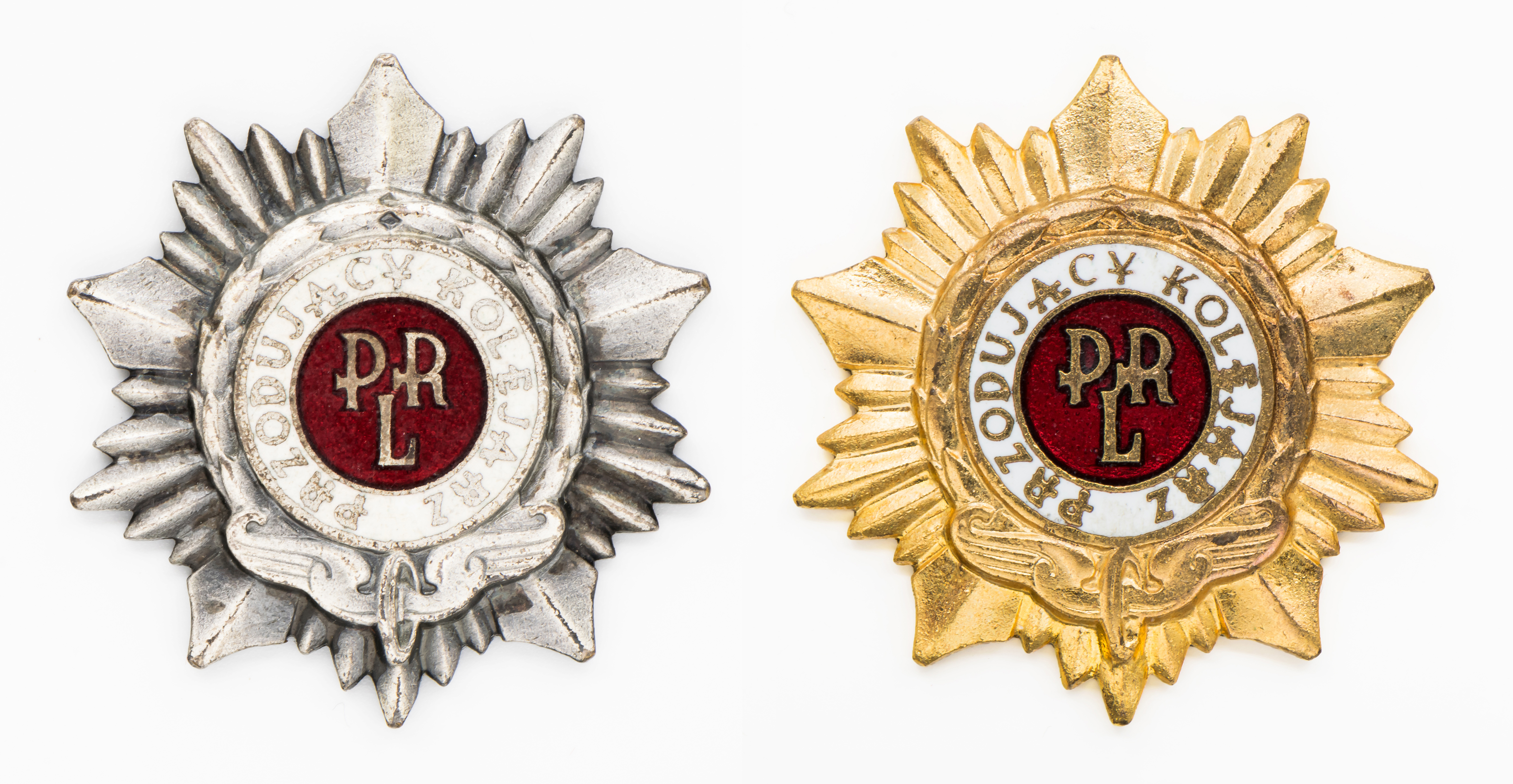
Srebrna i złota Odznaka „Przodujący Kolejarz”

Kolejarz – pracownik zatrudniony w dziale gospodarki związanej z kolejnictwem.
Typowe zawody kolejarskie wymagają wiedzy i umiejętności niezbędnych np. do prowadzenia pojazdów i innego sprzętu ruchomego, nadzorowania, kontroli i obserwacji pracy maszyn i urządzeń przemysłowych na miejscu lub przy pomocy zdalnego sterowania oraz do montowania produktów z komponentów według ścisłych norm i metod. Wykonywanie zadań wymaga głównie posiadania wiedzy i zrozumienia zasad funkcjonowania obsługiwanych urządzeń. Zawód potwierdzony jest egzaminem kwalifikacyjnym w systemie szkolnictwa zawodowego.

## Pracownicy kolei
- automatyk aparatury sterowania ruchem kolejowym[3]
- automatyk sterowania ruchem kolejowym[3][4]
- doradca do spraw bezpieczeństwa przewozu materiałów niebezpiecznych drogą kolejową[4]
- dróżnik obchodowy[4][3]
- dróżnik przejazdowy[4][3]
- dyżurny ruchu[4][3]
- dyżurny ruchu dysponujący
- dyspozytor kolejowy
- dyżurny ruchu manewrowy
- dyżurny ruchu peronowy
- dyżurny ruchu pomocniczy
- kasjer biletowy
- maszynista drezyny i wózka motorowego[4]
- maszynista
- lokomotywy spalinowej[4]
- kierownik pociągu[4][3]
- konduktor
- manewrowy[3][4]
- maszynista wieloczynnościowych i ciężkich maszyn do kolejowych robót budowlanych (maszyn kolejowych)[4][3]
- maszynista pojazdu trakcyjnego[4]
- monter nawierzchni kolejowych
- mostowniczy[4][3]
- nastawniczy[4][3]
- pomocnik maszynisty pojazdu trakcyjnego[4][3]
- rewident taboru kolejowego[4][3]
- Strażnik Ochrony Kolei
- toromistrz[4][3]
- ustawiacz[4][3]
- zwrotniczy[4][3]
- zawiadowca